# Hieracium leucoptilotum
Hieracium leucoptilotum es una especie de planta con flor del género Hieracium, de la familia Asteraceae, orden Asterales.

## Distribución
Hieracium leucoptilotum se distribuye por Noruega.

## Taxonomía
Fue descrita científicamente por Omang.
Tratamiento taxonómico
La especie aparece registrada en una sección de la publicación Skr. Vidensk.-Selsk. Christiana, Math.-Naturvidensk. Kl.